# Белка и Стрелка. Звёздные собаки
«Белка и Стрелка. Звёздные собаки» — первый российский полнометражный компьютерный анимационный фильм с возможностью просмотра в формате 3D. Режиссёры: Святослав Ушаков и Инна Евланникова. Премьера на киноэкранах России состоялась 18 марта 2010 года. Фильм основан на реальных событиях и приурочен к 50-летию полёта беспородных собак Белки и Стрелки на советском космическом корабле «Спутник-5».
Фильм снят при поддержке Министерства культуры Российской Федерации и Федерального космического агентства «Роскосмос». Проект — создание компьютерного мультфильма, сюжет которого тесно связан с реальными историческими событиями, реализован в России впервые. Производство картины осуществили киностудия «Центр национального фильма» совместно с ООО «ЦНФ-Анима» (в настоящее время переименована в «КиноАтис»). Мультфильм рассчитан на детскую аудиторию и имеет некоторые несоответствия с историческими данными. Возрастных ограничений нет.
Уникальность мультфильма для российской анимационной индустрии в том, что он вышел в прокат в отдельных странах за пределами России и СНГ. Был показан более чем в 160 странах мира и переведён на 45 языков. В основном получил положительные отзывы у зрительской аудитории всех возрастов и большинства отечественных кинокритиков.

## Основа сюжета
Действие мультфильма происходит в 1960 году. Между СССР и США идёт соревнование в космических достижениях. Советский Союз уже запустил на околоземную орбиту первый искусственный спутник Земли. Теперь идёт подготовка к первому полёту человека в космос, но прежде необходимо обеспечить безопасные условия для такого полёта. Первые друзья человека, собаки, принимают участие в испытаниях. Один за другим старты оказываются неудачными. Большинство собак не возвращается из полётов.
Волею судьбы в Центре подготовки космонавтов оказываются собаки Белка и Стрелка, которые ставят перед собой цель: полететь в космос и вернуться. На это у каждой из них есть веские причины. После жёсткого отбора Белка и Стрелка всё-таки добиваются своего. Они летят в космос на ракете.
В фильме все животные представлены антропоморфными. Исключение составляют моменты, когда в текущих событиях участвуют люди: в этом случае герои представлены так, как выглядят животные в реальности (например, собаки лают и ходят на четырёх лапах).

## Содержание

### Пролог
Москва, 1961 год. Из ворот Кремля выезжает правительственный кортеж, который прибывает в аэропорт. Из автомобиля в специальный самолёт пересаживается сотрудник КГБ СССР. В руках у него небольшой кожаный чемоданчик с окошком, прикрытым маленькой занавеской.
Самолёт летит в столицу США — Вашингтон. После приземления в США, эскорт доставляет сотрудника в Белый Дом. Президент США Джон Кеннеди принимает подарок для своей дочери Кэролайн от Генерального секретаря ЦК КПСС Никиты Хрущёва. В чемоданчике оказывается маленький белый щенок с голубым бантом на шее.
Пока Кэролайн отлучается за угощением для гостя, щенок знакомится с другими питомцами президентской семьи — Котом, Кроликом, Пуделем и Болонкой. Щенок сообщил, что его зовут Пушок, и что его подарили. Коту непонятно, почему Президенту США подарили беспородную собаку, на что Пушок заявил, что он не простой щенок, и рассказал, почему.

### Знакомство с главными героями
Москва, 1960 год. В недалёком прошлом, на улицах появляется человек-собаколов, который отлавливает бездомных собак. Бродячая собака по имени Стрелка и её друг крыса Веня (Вениамин), ловко ускользнув от собаколова, как и все обычные бродяги, в очередной раз придумывали способ раздобыть еду. У Вени появился план — вскрыть телефон-автомат, набитый мелочью. 
В цирке, во время антракта, поросёнок Вова (Вольдемар) жалуется белой собаке по имени Белка, что полнеет на глазах и не помещается в ракету, на которой он исполняет «смертельный номер», летая на ней по арене. Представление на грани срыва, и руководитель труппы, попугай Карл Иванович (Карлуша) ищет добровольцев для смертельного номера. На глаза ему попадается худенькая Белка, которую заставляют переодеться в другой костюм, и сажают в ракету Вовы. Начинив летательный аппарат пороховыми шашками сверх нормы, Попугай и Лев с удивлением наблюдают, как ракета с Белкой улетает за облака.

### Знакомство главных героев друг с другом
Когда топливо в ракете заканчивается, Белка стремительно падает вниз. Приближаясь к земле, ракета удачно проскальзывает по кровле высокого дома, замедляет скорость в густом дереве, и, зацепив телефонную будку, в которой в это время Веня безуспешно пытается вытащить деньги из телефона-автомата, падает в детскую песочницу.
Оглушённая грохотом и падением Белка, приходит в себя. Актриса рассказывает, что она из цирка, и просит показать ей дорогу обратно. Стрелка начинает дразнить Белку её именем и происхождением, и, в ответ на замечание артистки о наличии у бродяг блох, отрывает ей карман на цирковом костюме.
Шум в песочнице привлекает собак-хулиганов: потрёпанный пёс Пират, бульдожиха Буля и мопс Муля требуют денежной компенсации за беспокойство. Пытаясь оказать сопротивление, Белка, Стрелка и Веня вынуждены скрыться от преследователей, так как силы неравны. Так Белка впервые попадает в пристанище Стрелки и Вени, расположенное внутри монумента «Рабочий и колхозница». 
На следующий день Стрелка и Веня, а также попытавшаяся их спасти Белка всё-таки попадаются собаколову, который сдаёт их на Казанском вокзале. Люди в военной форме поездом отправляют их и других собак в неизвестном направлении. По пути Стрелка объясняет Белке, что по закону улицы — «Каждый за себя», — она должна была бросить их с Веней и спасаться сама. Белка на это отвечает, что, по её мнению, «Один за всех и все за одного» — благороднее.

### Космодром
Вскоре поезд привозит всех в какое-то таинственное место. Непонятные здания, непонятные сооружения и объекты. Везде военные, сторожевые собаки, автомобили и вертолёты. Вене приходит только одна мысль, что их привезли в «пионерский лагерь на китайской границе». Всех новичков тщательно моют (при этом вымыли у Стрелки всех блох) и переодевают в одинаковую одежду.
На следующий день, все новички строятся в шеренгу. Казбек — немецкая овчарка, судя по погонам и медалям, высокого воинского звания (вероятно - майор ВВС), — представляется инструктором по подготовке собак и обещает всем присутствующим долгие и утомительные тренировки. Выясняется, что все собаки — особи женского пола, но Казбека это мало волнует. Поэтому он советует всем забыть про Восьмое Марта («Международный женский день») и начать тренировки немедленно.

### Тренировки
Тренировки проходят очень тяжело. Во время одной из них Белка срывается с перекладины и падает. Казбек думает, что она начнёт жаловаться, но, кое-как доковыляв, бывшая артистка встаёт в строй и сообщает ему, что не отступит.
Во время одной из тренировок подруги случайно узнают, что их готовят к полёту в космос на ракете. После этого у них возникает цель — во что бы то ни стало пройти все испытания до конца. Белке хочется стать известной на весь мир (она надеется, что таким образом друзья найдут её, и она вернётся домой), а у Стрелки появится реальный шанс увидеться со своим звёздным отцом. Только Веня не разделяет энтузиазма собак: его, напротив, не прельщает космос, поскольку он боится высоты. Такого же мнения и Казбек. Он намекает Белке, что ей вообще следует забыть про космос — она в любом случае туда не попадёт потому, что Казбек задался целью приложить для этого все усилия.
Со следующим потоком новобранцев на космодром попадают хулиганы Буля и Муля. Тренировки усложняются и продолжаются. Будут отобраны две лучшие собаки. У Були и Мули своя цель попасть в космос — слава и бесплатная еда, поэтому они стараются помешать остальным претенденткам, в том числе и Белке со Стрелкой.
К итоговому экзамену — полосе препятствий — остаётся только несколько собак. Этот самый сложный экзамен троица проходит достойно. Сообща они побеждают своих оппонентов, установив рекорд. Казбек покидает центр подготовки и безуспешно пытается уговорить учёного кота-психиатра дисквалифицировать Белку и Стрелку из команды.

### Полёт в космос
Следующий день — 19 августа 1960 года. Белка, Стрелка и Веня в костюмах космонавтов, со скафандрами в лапах направляются на стартовую площадку. Помахав наблюдателям, космонавты заходят внутрь настоящей огромной ракеты и занимают места. Запуск маршевых двигателей — и ракета, оторвавшись от стартового стола, устремляется ввысь. Земля постепенно остаётся позади, а впереди — полное звёзд небо. Корабль выведен на орбиту. Белка и Стрелка выходят в открытый космос. Рядом с ними пролетает первый искусственный спутник Земли. Собаки меняют в нём аккумуляторную батарею, звезда на его борту загорается, спутник снова начинает передавать сигнал на Землю.
Работа окончена, и космонавты возвращаются обратно на корабль. Стрелке хочется всё-таки увидеть своего отца, поэтому, в нарушение инструкций, она выключает автопилот и разворачивает корабль обратно в космос. Через несколько секунд открывается дверь из соседнего модуля, и влетает Казбек в скафандре с криком «Отставить!». Стрелка, не слушая его, добавляет мощности двигателям. «Спутник-5» попадает в зону метеоритного дождя и получает повреждения от атаки раскалённых булыжников, в кабине начинается пожар. Пламя отрезает космонавтов от пульта управления. Белка принимает решение взять на себя управление кораблём. Преодолев свою давнюю боязнь перед огнём, с криком «Мама!» она пролетает сквозь огонь и садится за штурвал. В это время, Стрелка, Веня и Казбек приступают к тушению пожара, а Белка, напевая романс, выводит корабль из зоны метеоритного дождя.
Друзья летят домой. Казбек признаётся Белке, что ему было жалко её, ведь с орбиты живым ещё никто не возвращался. Поэтому он старался не пустить её в полёт, но когда понял, что у него не получается, тайком пробрался на корабль, чтобы помочь, если возникнет нештатная ситуация. Только Стрелка печально вздыхает, глядя на звёзды. Белка советует ей наедине поговорить с отцом и внимательно приглядеться к звёздам. После того, как Стрелка что-то шепчет звёздам, она видит созвездие Большого Пса (очень похожее на неё) и его самую яркую звезду Сириус и понимает, что папа её услышал. Мечта Стрелки сбылась. А корабль «Спутник-5» тем временем входит в плотные слои атмосферы. Спускаемый аппарат совершает мягкую посадку на поверхность Земли. Учёные очень удивлены, увидев там Казбека, но, так как он военнослужащий, не указывают его в списках членов экипажа. Белка и Стрелка мгновенно становятся всемирно знаменитыми. Научный эксперимент проведён удачно.

### Окончание
1961 году. В Белом доме в США, сын Белки Пушок заканчивает свой рассказ. В такое никто не верит, кроме Болонки, которая находит на его подушке нашивку космонавта и просит рассказать, чем всё закончилось.
1960 год. Белка продолжила свою карьеру цирковой актрисы. Теперь у неё появился новый номер — полёты на ракете под куполом цирка, так как Вольдемар переквалифицировался в музыканты. Стрелка нашла свою маму и родной дом. Веня стал знаменитым своими лекциями для трудных подростков. Казбек продолжил службу в Вооружённых Силах СССР, но теперь он — жених (а вскоре и муж) Белки.
Финал. Поздний вечер. Белка, Стрелка, Веня, Казбек и цирковые друзья слушают грустную музыку в исполнении Вовы на фортепиано. Высоко над ними в звёздном небе пролетает спутник, отремонтированный собаками-космонавтами Белкой и Стрелкой.

## Роли озвучивали
| Актёр              | Роль                                          |
| ------------------ | --------------------------------------------- |
| Анна Большова      | Белка                                         |
| Елена Яковлева     | Стрелка                                       |
| Евгений Миронов    | Веня                                          |
| Сергей Гармаш      | Казбек                                        |
| Руслан Кулешов     | Пушок                                         |
| Владимир Довжик    | попугай Карл Иванович / Пират                 |
| Роман Квашнин      | поросёнок Вольдемар                           |
| Нина Шмелькова     | бульдожиха Буля / Слониха                     |
| Александр Баширов  | мопс Муля                                     |
| Кирилл Сергеев     | 1-я блоха                                     |
| Борис Смелянец     | 2-я блоха                                     |
| Сергей Бусаров     | Лев / Крот / чиновник                         |
| Всеволод Кузнецов  | Медведь / Кот / Пудель                        |
| Жанна Никонова     | Обезьяна / Лошадь / Болонка                   |
| Сергей Юшкевич     | Кот-психиатр                                  |
| Николай Сморчков   | профессор                                     |
| Александр Захарьев | диктор                                        |
| Сергей Бурунов     | овчарки                                       |
| Радик Мухаметзянов | диктор радио / громкоговорителя / телевидения |
| Григорий Вац       | президент Джон Кеннеди                        |
| Анастасия Ушакова  | Кэролайн Кеннеди                              |
| Ольга Зверева      | рассказчик                                    |

## Создатели
| Режиссёры-постановщики            | Инна Евланникова, Святослав Ушаков |
| Художественные руководители       | Сергей Зернов, Вадим Сотсков |
| Фильм снят по мотивам             | повести Джона Чуа и Александра Талала «Звёздные собаки» и повести Максима и Вадима Свешниковых «Белка и Стрелка» |
| Авторы сценария                   | Сергей Зернов, Александр Талал при участии: Игоря Шарова, Андрея Галанова («Киноконтора»), Максима Возняка («Киноконтора»), Максима Белозора («Киноконтора»), Артёма Абрамова, Ириной Пивоваровой, Сергея Калужанова |
| Композитор                        | Иван Урюпин |
| Авторы музыки и текстов песен     | Владимир Кристовский, Сергей Кристовский («Uma2rman») |
| Художники-постановщики            | Степан Грудинин, Александр Храмцов |
| Ведущие художники                 | Наталья Мазевич, Алиса Доник |
| Дизайн персонажей                 | Александр Храмцов |
| Звукорежиссёры                    | Вячеслав Карасёв, Дмитрий Батыжев |
| Главный аниматор                  | Дмитрий Лесков |
| Режиссёр монтажа                  | Венсан Дево |
| Главный специалист по персонажам  | Максим Гладиков |
| Ведущие специалисты по персонажам | Михаил Бажутин, Роман Ларионов |
| Моделлеры по персонажам           | Николай Чумаков, Ольга Пешкова, Ирина Полищук, Айрат Габасов, Алексей Томин |
| Ведущие аниматоры                 | Иван Пшонкин, Дина Мальцева, Александр Чугунов, Пётр Барков, Алексей Некрасов, Иван Мольков, Андрей Грибков, Зинаида Денисова                                                                                        |

## Выход на экраны

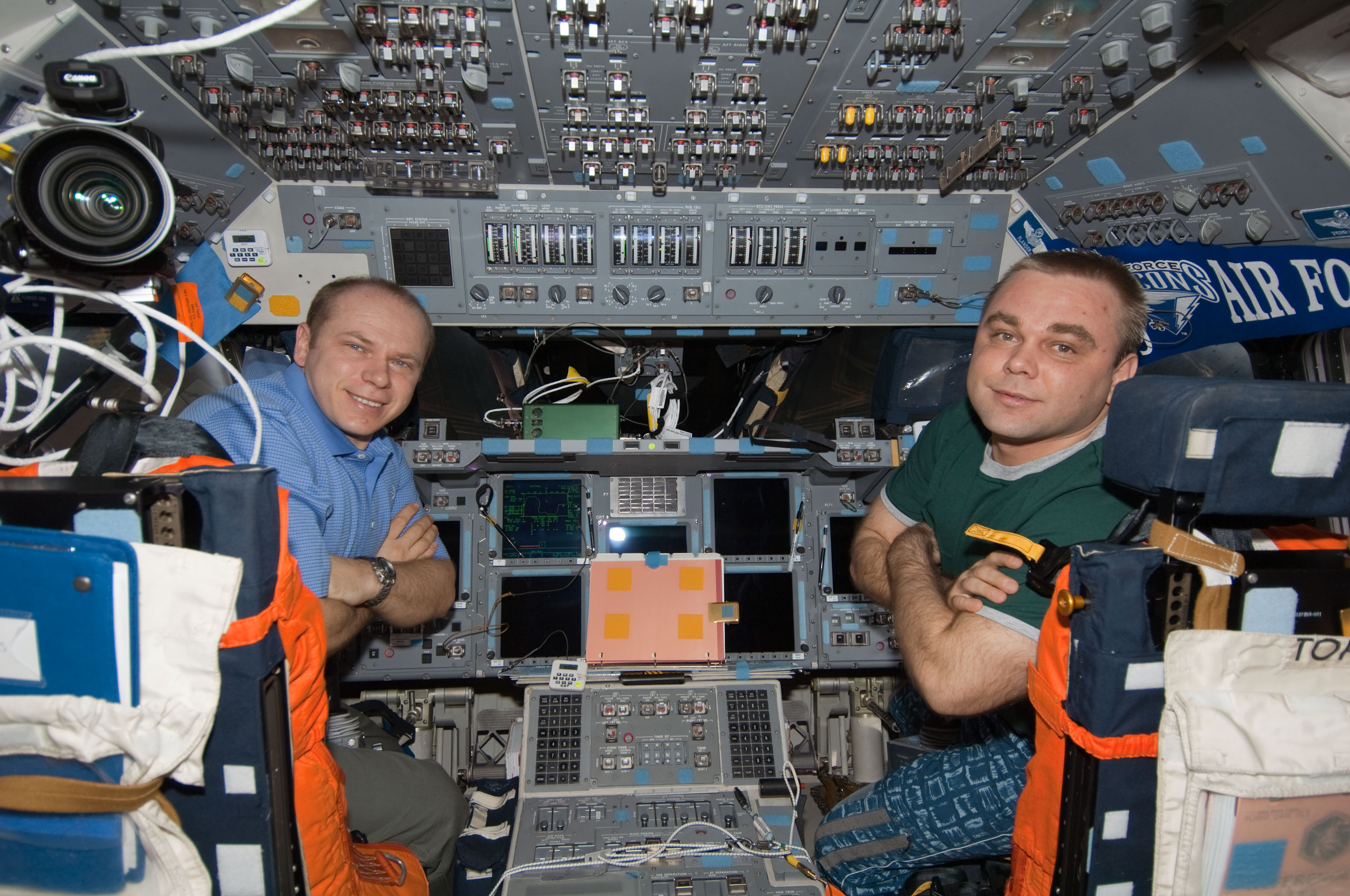
Олег Котов (слева) и Максим Сураев во время орбитального полёта 18 февраля 2010 г. До премьеры мультфильма на Земле ровно месяц

### Премьера в России
Выход фильма первоначально планировался на 31 декабря 2009 года, но был перенесён на март 2010 года из-за решения киностудии «ЦНФ» выпускать фильм в формате Digital 3D. Трейлер к фильму был представлен 5 декабря 2008 года в рамках презентации пакета фильмов 2009 года компании «Каропрокат». Журналисты имели возможность просмотреть фильм с 3 марта; официальная премьера, на которой присутствовали космонавты, известные деятели культуры и создатели фильма, состоялась 10 марта 2010 года в кинотеатре «Каро Фильм Октябрь». Фильм очень понравился космонавтам; они пообещали, что впредь будут брать его с собой на орбиту. В российский прокат фильм вышел 18 марта 2010 года.
До официального выхода на экраны фильм «Белка и Стрелка. Звёздные собаки» посмотрели на Международной космической станции космонавты Максим Сураев и Олег Котов, которые положительно охарактеризовали его с точки зрения космической специфики. Также первыми зрителями стали их жёны и дети на Земле. С марта 2010 года отрывки из мультфильма некоторое время демонстрировались в передаче «Спокойной ночи, малыши!», поскольку формат передачи не позволяет показать его полностью. Премьерный показ на телевидении был осуществлён телеканалом «Россия 1» 2 мая 2011 года.

### Мировой прокат
Благодаря тому, что мультфильм создан в формате 3D, им заинтересовались прокатные компании Европы и Азии. Официальный международный дистрибьютор фильма компания «Эпик Пикчерз Групп» (англ. Epic Pictures Group) решила выпустить англоязычную версию фильма «Space Dogs 3D» с озвучиванием актёрами Голливуда. Впоследствии был показан более чем в 160 странах мира и переведён на 45 языков.
В один день с российской состоялись премьеры мультфильма в Казахстане и на Украине. Основные премьеры в других странах:
- Литва — 7 мая 2010 (лит. Belka ir Strelka — kosmoso uzkariautojomis)
- Эстония — 14 мая 2010 (эст. Kosmosekoerad Belka ja Strelka)
- Латвия — 21 мая 2010 (латыш. Zvaigžņu suņi Belka un Strelka)
- Польша — 17 сентября 2010 (пол. Biała i Strzała podbijają kosmos)
- Италия — 25 марта 2011 (англ. Space Dogs in 3D)[26]
- Ливан — 19 мая 2011 (англ. Space Dogs in 3D)
- Греция — 25 августа — 18 сентября 2011 (греч. Σκυλάκια στο διάστημα)[27]
- Хорватия — 22 сентября 2011 (хорв. Svemirska avantura 3D)
- Израиль — 6 октября 2011 (ивр. כלבים בחלל‎)[28]
- ОАЭ — 20 октября 2011 (англ. Space Dogs in 3D)
- Республика Корея — 22 марта 2012 (англ. Space Dogs in 3D)

Вышедший в Польше 17 сентября 2010 года фильм под названием «Biała i Strzała podbijają kosmos» за первый уикенд стал самым успешным фильмом выходных, опередив голливудский блокбастер «Обитель зла в 3D: Жизнь после смерти» с Милой Йовович в главной роли, который лидировал в это время в России, причём на родине мультфильм такого успеха не имел. По итогам кассовых сборов российских фильмов за пределами России и СНГ в 2010 году, мультфильм принёс прибыль в 1,4 млн долларов, уступив лишь фантастическому фильму «Чёрная Молния» режиссёров Александра Войтинского и Дмитрия Киселёва, при том, что в то время он демонстрировался только в одной стране за пределами СНГ.

### Отзывы
В целом мультфильм получил положительные отзывы у зрителей и многих кинокритиков. Главным отличием от бо́льшей части анимационных проектов стало создание сюжета на базе реальных событий и наличие у главных героев реальных прототипов. Отмечены незамысловатая сюжетная линия, отсутствие пошлости и туалетного юмора, попытка воссоздать атмосферу 60-х годов XX века, стремление людей в космос и конкурентное соревнование СССР и США. Добрый и грустный юмор в фильме даже был сравнён с жизнью в России. Во время премьерного просмотра, когда в фильме происходили лирические отступления, у некоторых детей возникали слёзы на глазах.
Большое количество претензий как критиков, так и зрителей, получило качество графического исполнения, плохо проработанные лица людей, задние планы, тени. В то же время, передний план и главные герои были выполнены довольно неплохо. Возможно, проблема в том, что бюджет зарубежных полнометражных фильмов превышает бюджет «Белки и Стрелки» в десятки раз, к тому же там довольно развита отрасль компьютерной анимации.
Много нареканий вызвала непропорциональность тел главных героев — чересчур узкие шеи по сравнению с большими головами, и слишком маленькие лапы на фоне массивного туловища. Также герои получились слишком «очеловеченными» — слабо детализированы элементы шерсти, практически нет удачного соотношения человеческих жестов и животных повадок, как в зарубежных фильмах.
Некоторым критикам и зрителям не понравился сюжет, изменённый по сравнению с настоящими историческими фактами. Однако целью создателей мультфильма было не создать документальный фильм, а адаптировать исторические факты, чтобы рассказать интересную и поучительную историю, которую было бы интересно смотреть и детям, и взрослым. К тому же, по сценарию историю излагает маленький щенок, пересказывающий её в меру своих способностей.
Были отмечены некоторые схожести персонажей российского мультфильма с героями зарубежных анимационных проектов:
- Белка похожа на белого пса Вольта из одноимённого мультфильма;
- Крыса Веня напоминает крысы-повара Реми из «Рататуя»;
- Цирковая лошадь похожа на зебру Марти из «Мадагаскара», и т. д.

Некоторые элементы схожести, в основном, случайны. Например, у собак Белки и Вольта сходство только по цвету шерсти и отсутствию конкретной породы. В июне 2007 года продюсер Джон Лассетер заявил о полной переработке фильма «Американский пёс» (англ. American Dog) — с этого момента он стал называться «Вольт» (Bolt), и эту же кличку получил главный герой фильма, который до этого носил имя Генри. Модель самого пса тоже было решено переделать: он стал белым, беспородным и похожим на швейцарскую овчарку из-за длинных ушей. В то время (в августе того же года), когда модель Вольта ещё разрабатывалась, модели протагонистов «Звёздных собак» уже были готовы, и озвучивание шло по ним. Также маловероятно копирование крыса Вени с пиксаровского Реми: когда создавали Веню, мультфильм «Рататуй», как и «Вольт», ещё не вышел на киноэкраны. По словам исполнительного продюсера «Белки и Стрелки» Вадима Сотскова, образ Вени был срисован с настоящей крысы, а сходство получилось потому, что создатели Реми, по всей вероятности, поступили так же.
Вставка в фильм параллельной сюжетной линии про ворону с сыром получила статус одного из комедийных дополнений. Отмечена схожесть с крысобелкой Скратом из мультфильма «Ледниковый период».
Зрителями были положительно восприняты узнаваемые в фильме приметы советского времени 60-х годов — бублики «Пионерские», телефон-автомат и пятнадцатикопеечные монеты, милиционер на тумбе на перекрёстке вместо светофора, транспаранты и растяжки на тему отечественной космонавтики. По мнению некоторых критиков, просмотр мультфильма позволяет детям по-другому узнать историю своей страны и её достижения. Интерес для взрослых могут представлять разве что некоторые исторические зарисовки, характеризующие предметы повседневного быта тех лет.
Часть зрителей отрицательно отнеслась к использованному в фильме продакт-плейсменту. Когда в спутнике меняют батарею, хорошо видно, что используются батарейки фирмы «Gold Peak Industries (Holdings) Limited (GP)», но сама компания-производитель была основана лишь спустя четыре года после полёта Белки и Стрелки — в 1964 году. Кроме того, с этим моментом связан занятный киноляп: собаки заменили зелёную батарейку, а через некоторое время она оказалась жёлтой.
Тем не менее, по сравнению с другими современными российскими анимационными фильмами, «Белка и Стрелка. Звёздные собаки» получили больше положительных откликов. На страницах российского еженедельного общественно-политического издания «Наша Версия» мультфильм был назван единственным успехом России в области 3D. Патрик Эвалд (Patrik Ewald) — руководитель компании «Epic Pictures Group», международного дистрибьютора мультфильма, — охарактеризовал его как интересный и неожиданный российский проект. По его словам, если кто и способен конкурировать с ведущими анимационными студиями мира, так это русские.

### Трейлеры
Первый трейлер к мультфильму был выпущен 24 апреля 2008 года. Он представлял собой отрывки из фильма и закадровый голос, читающий личные дела главных героев из секретного архива. Причём в отрывках заметно, что сцена падения Белки на ракете в песочницу и знакомство со Стрелкой и Веней происходит вечером, хотя на самом деле в фильме был день. Цитата из трейлера: «Почему люди не летают, как птицы? Да потому, что они не собаки!» Продолжительность 2:23.
Следующий трейлер увидел свет 5 декабря 2008 года на 76-м Российском международном кинорынке в рамках презентации пакета фильмов 2009 года компании «Каропрокат». Трейлер представлял собой повествование щенка Пушка, начавшееся с доставки его в США в Белый Дом. В отличие от фильма, президент Кеннеди говорит на русском языке, а на самолёте, в котором везли Пушка, стоит его марка «Ил-14». В этом трейлере также использованы отрывки из мультфильма. Дизайн названия фильма изменён по сравнению с предыдущим трейлером и остался впоследствии, как бренд. Продолжительность 2:58.
14 июля 2009 года пользователям сети Интернет стал доступен новый трейлер к мультфильму. В нём уже были указаны актёры, озвучивающие главных героев. Продолжительность 2:21.
Международный дистрибьютор мультфильма компания «Epic Pictures Group» выпустила англоязычную версию трейлера «Space Dogs 3D» в 2010 году. Предварительный тег «Dogs in Space?» (Собаки в космосе?).
Кроме того, разного рода трейлеры, состоящие из отрывков мультфильма, были выпущены и в других странах. Например, трейлер к польской версии содержал кроме отрывков из мультфильма, выдержки из хроники озвучивания фильма польскими актёрами и закадровую песню Кари Киммел «I Got You» (У меня есть ты).

## Особенности мультфильма

### Главные персонажи
Белка
Белка — самый колоритный персонаж мультфильма. Её прообразом является реально существовавшая беспородная собака Белка, которая в паре с другой собакой — Стрелкой, стала живым существом, впервые благополучно вернувшимся на Землю после длительного по тем временам орбитального полёта. Сценический образ Белки частично взят из образа Любови Орловой, игравшей звезду циркового номера в фильме «Цирк».
Полное имя: Бе́лла (читается через «е», не путать с именем Бэлла) Раймо́ндовна (чаще всего известна под сценическим псевдонимом Белка). Родилась в 1957 году. Гражданство — СССР. По гороскопу — Дева. Беспородная. Шерсть гладкая, окрас белый, нос чёрный. Глаза голубые. Пол — женский.

Социальное положение — цирковая артистка. Является представителем семьи цирковых артистов в седьмом поколении. Интеллигентка и аристократка.

В космос просто так не берут.— Белка
Стрелка
Стрелка — самый сентиментальный персонаж. Её прообразом является реально существовавшая беспородная собака Стрелка, которая в паре с другой собакой — Белкой стала живым существом, впервые благополучно вернувшимся на Землю после длительного по тем временам орбитального полёта.
Родилась в 1958 году. Гражданство — СССР. По гороскопу — Овен. Беспородная. Шерсть гладкая, окрас светлый с коричневыми пятнами, нос чёрный. Глаза карие. Пол — женский.
Образование Стрелка получила на улицах Москвы, так как стала бездомной, потерявшись в детстве. Основные предметы учёбы были связаны со школой выживания, что сделало её недоверчивой и подозрительной, постоянно ждущей подвох с любой стороны.
Основным предметом мечтаний Стрелки является желание увидеть своего отца, который, по рассказам её матери, якобы живёт на звёздах. Она свято верит в эту легенду, что поначалу являлось причиною раздоров её с Белкой. Желание осуществить эти мечты и оптимизм её лучшей подруги собаки Белки, побудили Стрелку пройти все испытания в центре подготовки космонавтов, успешно сдать экзамен и полететь на ракете в космос.

Я полечу в космос!— Стрелка
Веня
Веня — самый комичный персонаж мультфильма. После событий, перевернувших всю его жизнь, стал именовать себя Вениамин Онда́тер. Родился в 1958 году, утверждает, что по гороскопу Стрелец. Гражданство — СССР. Определяется как крыса серая, обыкновенная, стандартная. Веня считает, что деньги способны это изменить. Шерсть гладкая, окрас серый однотонный, нос и уши розовые (левое ухо порвано). Глаза карие. Пол — мужской.
Социальное происхождение — из древнего рода корабельных крыс. Его далёкий предок однажды чуть не погиб вместе с ледоколом «Челюскин».

Обаятельный, несколько трусоватый, осторожный плут. Безработный, но считает себя свободным художником, имеет творческое образование, иногда пишет стихи. По вечерам Веня размышляет о судьбе русской интеллигенции, крайне переживает. По словам Вени, часы, которые он всегда носит на поясе, были подарены его деду самим Отто Юльевичем Шмидтом. После возвращения на Землю, стал знаменит своими лекциями для трудных подростков.
Сначала имя крыса было Лёня. Это же имя фигурировало и в некоторых трейлерах и в рекламных листовках. Незадолго до выхода мультфильма на экраны, руководством киностудии было решено переименовать Лёню. Рассматривались два варианта: Лёва и Веня. В конечном итоге, крысу назвали Веня.

Мы вернёмся, чтобы рассказать соотечественникам о звёздах!— Веня
Казбек
Казбе́к — самый суровый персонаж мультфильма. Известен как «Так точно, товарищ инструктор». Военный. Родился в 1955 году. По гороскопу — Рак. Назван в честь горы Казбек, расположенной на границе России и Грузии.
Так как является военнослужащим Вооружённых Сил Советского Союза и работает на сверхсекретном объекте, бо́льшая часть информации о нём помечена грифом «Совершенно секретно».
Казбек — немецкая овчарка — специалист по особой подготовке и тренировке собак специального назначения. Настоящий воин, стойкий, строгий, склонный к агрессии, но, тем не менее, честолюбивый и принципиальный. Полюбил Белку, одну из своих подопечных, но всячески это скрывал и маскировал, потому что стремился быть верным своей идее «воина-брони», не подверженного эмоциям.
Некоторые из его выпускников стали известными героями.

Здесь вам не «Восьмое Марта»!— Казбек

### Антагонисты
В мультфильме присутствуют отрицательные персонажи. Основные из них — бродячие собаки-хулиганы бульдожиха Буля и мопс Муля, которые в компании с псом Пиратом преследуют главных героев в начале фильма. Далее Буля и Муля попадают на космодром и составляют серьёзную конкуренцию Белке, Стрелке и Вене. Несмотря на то, что хулиганы оказались физически сильнее и выносливее главных героев, они не смогли их победить в итоговом испытании — «полосе препятствий», поэтому в космос не полетели. В конце мультфильма Буля, Муля и Пират решили вступить на путь исправления и стали посещать лекции для трудных подростков, которые организовывал крыс Веня.
Ещё один отрицательный персонаж — человек-собаколов. С него начинается рассказ Пушка, рассказывающего о нём, как о «страшном человеке». Он изображён этаким живодёром Шариковым, или даже Рашпилем из повести Юрия Коваля «Приключения Васи Куролесова», отлавливающим бродячих животных в городе. В частности, у него было особое задание — отлавливать собак и сдавать их людям в военной форме на товарной станции Казанского железнодорожного вокзала для того, чтобы собаки прибыли на Байконур. Собаколов неуклюж, часто упускает пойманное, плохо водит ведомственный фургон с привязанной приманкой (косточкой), нарушает правила дорожного движения. Несколько пальцев обеих рук часто забинтованы, по-видимому, после укусов собак. Для их отлова использует специальный сачок. Иногда вместе с собаками ему попадаются крысы, которых он тоже сдаёт на товарной станции.
После того, как он поймал главных героев и сдал их, его дальнейшая судьба неизвестна. В эпизоде, а также в мультсериале «Белка и Стрелка. Озорная семейка» присутствовал некий дворник дядя Федя (как две капли воды похожий на собаколова). Но, возможно, это был не собаколов, так как последний проехал в грузовике мимо своего двойника в одном из эпизодов мультфильма.

### Люди в фильме
Так как основной сюжет мультфильма посвящён главным героям — антропоморфным животным и их взаимоотношениям, все люди, показанные в фильме, имели эпизодическое отношение к действиям. Люди, непосредственные участники коротких событий, это — агент КГБ, доставляющий Пушка в США, анимированный 35-й президент США Джон Кеннеди и его дочь Кэролайн, собаколов в Москве, братья Кристовские в видеоклипе «В городе дождь». Люди в эпизодах — зрители в цирке, жители Москвы на улицах, военные и учёные на космодроме Байконур и в Центре Управления полётами, а также космонавт (Юрий Гагарин).

### Песни
- «Дождь» — музыка и слова: Владимир Кристовский
- «В городе дождь» — музыка и слова: Владимир и Сергей Кристовские
- «Белка и Стрелка» — музыка и слова: Владимир и Сергей Кристовские
- «Отцвели уж давно хризантемы в саду» (романс, который часто напевает Белка) — музыка: Николай Харито, слова: Николай Харито, Василий Шумский

### Финальные титры
В финальные титры были вставлены чёрно-белые кадры кинохроники, повествующей о подготовке настоящих собак, в том числе Белки и Стрелки, для полёта в космос. Создатели посчитали, что всё-таки необходимо было показать реальных героев, судьба которых была взята за основу фильма, что всё это было на самом деле. Эта идея придала некоторую завершённость, чтобы убедить зрителей в реальности описываемых событий. За кадром звучит песня «В городе дождь» в исполнении группы «Uma2rmaH».

## Создание фильма

### История
Идея создания мультфильма возникла в начале 2007 года. При просмотре будущими продюсерами будущего мультфильма архивных материалов советской киностудии «Центрнаучфильм», продолжением которой в настоящий момент является «Центр Национального Фильма», были обнаружены любопытные материалы, содержащие кинохронику с настоящими Белкой и Стрелкой. Родилась мысль создать об этих отважных собаках полнометражный мультфильм, чтобы привлечь внимание детей и их родителей. Тем более, что через три года исполнялось 50 лет полёту в космос Белки и Стрелки.
Аниматоры не стремились создать документальный фильм, поэтому кое-какие эпизоды были выдуманы, некоторые удалены. В конечном итоге, практически весь мультфильм — это история, рассказанная маленьким щенком о своей матери, который мог что-то забыть или нафантазировать.
Сценарий к мультфильму писался долго. Были рассмотрены и отклонены работы нескольких драматургических коллективов. Проблема в том, что, по словам режиссёра Святослава Ушакова, в России очень мало специалистов по сценариям к игровым фильмам, а ситуация с анимацией ещё сложнее. В конечном итоге выбор пал на основную историю, которую создали израильтянин Александр Талал и американец Джон Чуа. Но она всё равно была почти наполовину переделана режиссёрами, в связи со своеобразным советским и российским менталитетом. Также использовались материалы повести «Белка и Стрелка» писателей Свешникова В. В. и Свешникова М. В. Отдельные диалоги дописывали и другие специалисты. По завершении работы над сценарием сотрудники кинокомпании приступили к съёмкам.

### Процесс производства
Основное бремя подготовки производства фильма легло на исполнительного продюсера фильма Вадима Сотскова. В целом, проект «Белка и Стрелка» — продюсерский. В процессе работы состав продюсеров оставался неизменным. Дополнительные сценаристы и режиссёры, принимавшие участие в создании фильма совместно с основными, были указаны в финальных титрах. В процессе производства изначально была другая история и другие персонажи. Сюжет был менее динамичным и увлекательным; персонажей тоже было меньше. Процесс доработки происходил и при готовой раскадровке, и в начале производства анимации.
Для координации работы анимационной студии ЦНФ-Анима применялась российская программная разработка — система управления проектами в аудиовизуальной сфере Cerebro.
Режиссёры Святослав Ушаков и Инна Евланникова, как специалисты с зарубежным опытом, были утверждены окончательно. Евланникова — по словам исполнительного продюсера, «мощный производственник», — работала со всем, что было связано непосредственно с анимацией. Ушаков в основном занимался разработкой художественной концепции, сторибордами и т. д.
Для воссоздания Москвы 60-х годов и космодрома, аниматоры долго изучали фотоснимки тех лет и кинохронику. Прообразом цирковой артистки Белки стала артистка цирка — героиня Любови Орловой из художественного фильма 1936 года «Цирк». Режиссёр Святослав Ушаков специально ходил в Цирк на Цветном бульваре, который был прототипом цирка Белки.
Создателями мультфильма планировалось, что там же будут показаны Сергей Королёв и Юрий Гагарин. На одной из раскадровок Гагарин шёл по коридору. В это время одна из героинь-собак залаяла и остановила его. Нагнувшись, он заметил на своём ботинке развязанный шнурок. Но потом было решено, что это не совсем правильно по этическим соображениям. В этом случае реальных героев пришлось бы делать портретно, что было бы неправильно для мультфильма.
Параллельно с российскими аниматорами, частично над фильмом работали два субподрядчика — индийские компании «Cornershop Animation Company Pvt. Ltd» и «Blowfish FX», которые занимались анимацией и рендерингом. «Comershop Animation Company Pvt. Ltd» и «Blowfish FX» работали с детально разработанными материалами, полученными от киностудии «ЦНФ». В производстве мультфильма участвовало более ста человек.

### Озвучивание
Процесс озвучивания мультфильма был запущен 20 августа 2007 года на студии «Пифагор». Известные актёры, которым предложили озвучивать главных персонажей, сразу согласились с предложенными им ролями. Озвучивание производилось по принципу подгона мимики анимационных персонажей под мимику озвучивающих их актёров. По словам режиссёра Святослава Ушакова, каждый актёр привнёс что-то своё в образы главных героев, заставив даже съёмочную группу взглянуть на анимационные образы по-другому.
Первоначально Белку должна была озвучивать актриса Московского драматического театра «АпАРТе» Инга Оболдина. Но во время проб оказалось, что тембр её голоса практически совпадает с голосом Елены Яковлевой, озвучивающей Стрелку. Из-за отсутствия контраста голосов главных героинь режиссёру пришлось заменить Оболдину на Анну Большову. Актриса театра «Ленком» Большова всегда мечтала сняться в мультфильме. Она знала про собак-космонавтов ещё со школы, но никогда не предполагала, что одну из них когда-нибудь озвучит.
Актриса театра «Современник» Елена Яковлева, озвучивавшая Стрелку, сказала, что те два дня, которые она работала над озвучиванием, были для неё днями удовольствия быть в роли собаки. Яковлева — любительница собак. Дома у неё живут собаки, которых она обожает, и новым объектом обожания стала анимационная собака Стрелка. Под конец одного из рабочих дней озвучивания режиссёр Святослав Ушаков попросил Яковлеву немного полаять в микрофон. Собачий лай мог в дальнейшем пригодиться. После этого Яковлева попросила никому не показывать, как она это делает в тёмной комнате с микрофоном, боясь, что её заберут в сумасшедший дом.
Народный артист России Евгений Миронов принципиально не озвучивал иностранные мультфильмы, но на роль шепелявого крыса Вени согласился сразу. Прочитав текст, Евгений сказал, что ему нравится, но попросил говорить близко к тексту и добавить что-нибудь от себя. Некоторые его задумки применялись в дальнейшем озвучивании. В один из рабочих дней Миронов предупредил режиссёров озвучивания, что ждёт важного звонка по мобильному телефону и не выключал его. Когда ему позвонили, запись была прервана, и он неожиданно ответил своим сценическим шепелявым голосом. Во время озвучивания у него всё время что-то шуршало в одежде, поэтому его попросили за микрофоном стоять по пояс раздетым.
Народный артист России Сергей Гармаш (пёс Казбек) во время озвучивания также принимал участие в съёмках фильма Никиты Михалкова «12». В интервью «Российской газете» он сообщил, что когда его перестанут снимать в кино, он будет озвучивать мультфильмы.
У актёра театра «Современник» Сергея Юшкевича, озвучивающего Кота-психиатра, дома три кошки и один кот. По его словам, возможно, именно это помогло ему в озвучивании его персонажа.
По словам исполнительного продюсера Вадима Сотскова, качество озвучивания оценивается критиками в целом положительно.

### Создание3D
Изначально не планировалось создавать фильм в формате 3D по причине того, что необходимые технологии и стоимость производства были неизвестны. К тому же залов, в которых можно было демонстрировать 3D-фильмы в формате «Digital cinema» почти не было. Но ко времени выхода фильма на экраны формат 3D стал популярным, и необходимым оборудованием уже было укомплектовано довольно большое количество российских кинотеатров. Осенью 2009 года к руководству «ЦНФ» обратились представители компании «3DTV Vision», работающей в сфере инновационных визуальных технологий, с предложением перевести фильм в формат 3D. Несколько фрагментов фильма были переданы «3DTV Vision», и результаты работы полностью удовлетворили создателей «Белки и Стрелки». Пришлось перенести премьеру фильма с декабря 2009 года на март 2010 года в связи с переводом в новый формат.
«3DTV Vision» с помощью собственных технологий, совместно с компанией «Philips», за три месяца напряжённой работы удалось полностью перевести фильм в 3D-формат. По утверждению представителей компании «3DTV Vision», перевод в стереоскопический формат из плоской картинки выгоднее по цене, чем съёмки в 3D изначально. При этом киностудия «ЦНФ» не понесла дополнительных расходов: был заключён договор на получение компанией-переводчиком определённого процента со сборов в 3D-кинотеатрах. «3DTV Vision» этим сделала себе неплохую рекламу и получила новые заказы. Благодаря формату 3D анимационный фильм «Белка и Стрелка. Звёздные собаки» привлёк к себе внимание иностранных прокатных компаний со всего мира.
Также компания «3DTV Vision» преобразовала мультфильм в формат анаглиф 3D для выпуска на DVD.

### Неточности
- В мультфильме Пушок — сын собаки Белки, но на самом деле шесть щенков родились у реальной Стрелки, и один из них — девочка по имени Пушинка — был отправлен в подарок Кэролайн Кеннеди[64][65].
- Герои смотрят фильм «Белое солнце пустыни», который действительно смотрят настоящие космонавты перед стартом[66]. Однако этот фильм вышел на экраны спустя 10 лет после полёта собак — в 1970 году[67].
- На 57-й минуте фильма в спальном расположении главных героев висит отрывной календарь, на котором видно девятнадцатое число красным цветом. Однако на самом деле 19 августа 1960 года — пятница[68][69].
- Казанский вокзал в Москве со стороны поездов изображён в виде, который он приобрёл только после реконструкции, начатой в 1987 г.
- На показанной крупным планом схеме метро на Арбатско-Покровской линии обозначено вилочное движение от «Площади Революции» к «Ботаническому саду», как бы переходящее в Рижский радиус, а сам Рижский радиус при этом обозначен фиолетовым цветом.
- На 01:35 солдат около трапа отдает честь проходящему мимо агенту левой рукой, хотя следующий солдат (напротив) уже отдает честь правильно - правой рукой.

## Презентации и участие в кинофестивалях и выставках
- Россия
  - Москва — Фестиваль «Московская премьера»
  - Брянск — Международный фестиваль военного кино им. Ю. Н. Озерова
  - Анапа — XIX Открытый фестиваль кино стран СНГ, Латвии, Литвы и Эстонии «КИНОШОК». Конкурс детских фильмов «КиноМалыШок»[70]
  - Туапсе — Всероссийский детский центр «Орлёнок». Фестиваль визуальных искусств
  - Переславль-Залесский — Международный фестиваль детского анимационного кино «Золотая рыбка»
  - Светлогорск — Кинофестиваль «Балтийские дебюты»
  - Москва — Московский международный кинофестиваль 2010
  - Сочи — Кинофестиваль «Кинотавр — 2010»
  - Ульяновск — Второй открытый фестиваль кино- и телепрограмм для семейного просмотра имени Валентины Леонтьевой «От всей души»
- Франция
  - Париж — Российская Национальная выставка.
  - Канны — Каннский кинофестиваль
  - Анси — Международный кинорынок[71]
- Германия
  - Гамбург — Кинофестиваль в Гамбурге «FILMFEST HAMBURG 2010»[72]
- Республика Корея
  - Сеул — Международный кинофестиваль «Chungmuro-2010»
- Япония
  - Хиросима — Международный анимационный фестиваль «HIROSHIMA 2010»[73]
- Турция
  - Белек — Кинофестиваль «Sinemarina» (Синемарина)
- Австралия
  - Сидней, Мельбурн, Канберра, Брисбен, Аделаида, Перт — Кинофестиваль российских фильмов «Русское возрождение»[74]
- Великобритания
  - Лондон — Четвёртый Фестиваль Российского кино «4-th Russian Film Festival in London»[75]
- Черногория
  - Бар, Будва — Кинофестиваль «Дни российского кино в Черногории-2011»[76]
- Болгария
  - София — Международный фестиваль анимационных фильмов «Golden Kuker 2011»[77]

## Признание, награды и номинации
- Январь 2011 года. Национальная кинопремия «Золотой орёл». Победитель в номинации «Лучший анимационный фильм 2010 года»[78][79].
- На фестивале «Московская премьера» мультфильм «Белка и Стрелка. Звёздные собаки» стал лучшей анимационной работой в цикле «Наше новое детское кино», в котором было представлено более 20 известных картин[80].
- На кинофестивале «Синемарина» в Турции мультфильм занял первое место в категории «Анимация».
- Во Всероссийском детском центре «Орлёнок» фильм занял третье место на фестивале визуальных искусств в категории «Анимация».
- Также картина получила положительные отзывы у зрителей разных стран, где был представлен мультфильм — в Японии, Корее, Австралии, Польше и других[81].

## Продолжения фильма

### Белка и Стрелка. Озорная семейка
В апреле 2011 года в детской телепередаче «Спокойной ночи, малыши!» состоялась премьера нескольких серий компьютерного анимационного сериала «Белка и Стрелка. Озорная семейка» — продолжения полнометражного мультфильма «Белка и Стрелка. Звёздные собаки». Он является совместным проектом анимационной студии «ЦНФ-Анима» и «Продюсерского центра Рики», который принимал участие в создании сериала «Смешарики».
Сериал повествует о событиях, произошедших после полёта собак в космос, в котором главными героями являются дети Белки и Казбека — девочка Дина, всезнайка Рекс и хулиганистый Бублик. Одна из основных идей сюжета заключается в приключениях главных героев, которые вслед за родителями пытаются попасть в космос, и при этом постоянно попадают в смешные ситуации. Сериал рассчитан на детей дошкольного возраста и их родителей, поучительный сюжет которого, по задумке создателей, способен воспитать у детей чувство ответственности, дружбы и взаимовыручки. За 2011—2012 годы студия ЦНФ-Анима планировала выпустить более пятидесяти серий.

### Белка и Стрелка. Мюзикл
По мотивам фильмов «Белка и Стрелка. Звёздные собаки» и «Белка и Стрелка. Озорная семейка» 23 марта 2013 года состоялась премьера музыкальной театральной постановки «Белка и Стрелка. Мюзикл». Представление не имеет возрастных ограничений, содержит сложные акробатические элементы с использованием специального циркового оборудования. С целью более реалистичного отображения обстановки в космическом пространстве задействованы спецэффекты и декорации, оборудованные согласно передовых технологий театральной сцены.
Постановщики мюзикла — компания «КиноАтис» совместно с продюсерским центром «Триумф». Режиссёр-постановщик Виктор Стрельченко, автор сценария Аркадий Гевондов, композитор Андрей Косинский. Основные координаторы проекта — Вадим Сотсков (Генеральный директор ООО «КиноАтис») и Алексей Пеганов (Генеральный продюсер ПЦ «Триумф»).
После премьерных показов в Москве были запланированы гастроли мюзикла в Санкт-Петербург, а дальнейшем и в другие города России.

### Белка и Стрелка. Лунные приключения
10 февраля 2012 года руководство студии «ЦНФ-Анима», переименованной в «КиноАтис» в связи с расширением сферы деятельности, объявило о начале съёмок продолжения анимационного фильма «Белка и Стрелка. Звёздные собаки». Первая презентация трейлера мультфильма, получившего название «Белка и Стрелка. Лунные приключения» состоялась 15 марта 2012 года на 87-м Российском Международном Кинорынке. Выход фильма в широкий прокат запланирован на конец 2013 года, также рассматривается вопрос международного проката второй части.

## Дополнительная информация

### Официальный сайт мультфильма
Официальный сайт анимационного проекта создавался одновременно с производством самого мультфильма. Окончательный дизайн был разработан и обновлён дизайн-студией «Renew» под руководством Ивана Пигарева в январе 2009 года.
По доступности сервисов, сайт является открытым и не требует регистрации. Расположенная информация является статической, изредка обновляется подстраница новостей. Внешний вид сайта представляет собой широкоэкранный ЭЛТ-телевизор старого образца на фоне звёздного неба. Кнопки изображены анимированными в виде рычагов и переключателей старых стандартов эргономики. О выбранной категории символизирует анимированный осциллограф, рядом изображены приборы индикации старого образца с подвижными стрелками. Выполнен на двух языках: русском и английском. Изменение языка отображения информации производится анимированным тумблером между нанесёнными на панель флагами СССР и США. Динамичные картинки, изображающие главных героев на фоне ракеты-носителя, сменяют друг друга при выборе подстраницы путём перемещения по основному полю с переменной скоростью. Каждое действие пользователя на странице сопровождается специальными звуками и закадровой музыкой из фильма.
На сайте располагаются новости непосредственно о мультфильме, краткий рассказ о фильме и его создателях, описание главных героев, фото-галерея, трейлеры к фильму, а также перечислены партнёры и спонсоры.
На подстранице «Партнёры» на фоне ракеты изображены анимационные образы братьев Кристовских, солистов группы «Uma2rmaH» с гитарами в руках.
25 марта 2010 года появилась мобильная версия веб-сайта для мобильных устройств и КПК.

### Книги и печатная продукция
18 мая 2009 года руководители киностудии «ЦНФ» подписали с книжным издательством «Эгмонт Россия Лтд» договор о создании книг, раскрасок и головоломок по мотивам анимационного фильма «Белка и Стрелка. Звёздные собаки». Продукция этого издательства появилась на полках магазинов за месяц до премьеры мультфильма.
Автор книги — известный детский писатель Сергей Георгиев — написал её по мотивам мультфильма специально для детей младшего и среднего школьного возраста.
Книга подарочной серии «Кино-классика» выпускается в твёрдом переплёте, с цветными иллюстрациями из мультфильма на мелованной бумаге.
- Формат 220×290 мм.
- Количество страниц — 80.
- Тираж 5000 экземпляров.
- Год выпуска — 2010.
- ISBN 978-5-9539-4471-7[92]

### Компьютерная игра
В мае 2010 года одним из крупнейших издателей и дистрибьюторов мультимедийного программного обеспечения, компьютерных игр, обучающих программ и видеопродукции на территории России и стран СНГ, компанией «Новый диск» была выпущена компьютерная игра «Белка и Стрелка. Звёздные собаки» на CD. Предназначена для детей от 5 лет.
В процессе игры пользователи помогают Стрелке прятаться от собаколова, крысу Вене — добывать деньги из телефонного автомата, могут запустить цирковую ракету с Белкой. В игре предусмотрена возможность побывать на космодроме «Байконур», пройти тяжёлые предполётные испытания, и отправиться в полёт в космос. Также, у играющих будет возможность поучаствовать в викторине о планетах, космонавтике и собаках, посмотреть видеоролики из мультфильма. Игры рассчитаны на ловкость, внимательность и скорость реакции. Предусмотрены бонусы для самых сообразительных.
Технические характеристики и системные требования игры:
- CD-ROM «Белка и Стрелка. Звёздные собаки (Jewel)» 1 CD
- Тип издания: L
- Жанр: аркада
- Язык интерфейса и озвучивания: русский
- Платформа: PC.
- Операционная система Microsoft® Windows® XP/Vista/7
- Процессор Pentium® III 933 МГц или аналогичный Athlon
- 256 МБ оперативной памяти (512 МБ для Windows Vista и Windows 7)
- 200 МБ свободного места на жёстком диске
- Видеоадаптер с памятью 32 МБ
- Устройство для чтения компакт-дисков

Также ООО «Геймс» приобрело права на использование персонажей и фрагментов анимационного фильма «Белка и Стрелка. Звёздные собаки» в программном обеспечении портативных игровых систем Yo!gi AIO.

### Выход на оптических носителях
12 апреля 2010 года (в День космонавтики) состоялся выход мультфильма «Белка и Стрелка. Звёздные собаки» на цифровых оптических носителях. Официальный дистрибьютор — концерн «Видео Сервис». В упаковках с дисками присутствовали приглашения на экскурсии в Мемориальный музей космонавтики, позволяющие при предъявлении получить скидки на билеты.

#### DVD
На DVD было выпущено два издания.
| Коллекционное издание | Упрощённое издание |
| --- | --- |
| - Формат: 2 DVD (PAL) (Картонный бокс + кеер case) - Региональный код: 5 - Количество слоёв: DVD-5 (1 слой) - Звуковая дорожка: Русский Dolby Digital 5.1 - Формат изображения: Anamorphic WideScreen 16:9 (1.78:1). Издание содержит 2 версии фильма в 2D и 3D формате. Диск 1: - Диск с мультфильмом в 2D формате - Фильм о фильме - Документальный фильм «Дорога в космос» - Видеоклип «Uma2rmaH» «В городе дождь» (муз. и слова Владимира и Сергея Кристовских) - Фотогалерея Диск 2: - Диск с мультфильмом в 3D формате - 2 пары стерео очков | - Формат: DVD (PAL) (Keep case) - Региональный код: 5 - Количество слоёв: DVD-5 (1 слой) - Звуковая дорожка: Русский Dolby Digital 5.1 - Формат изображения: Anamorphic WideScreen 16:9 (1.78:1). - Дополнительные материалы: - Фильм о фильме - Документальный фильм «Дорога в космос» - Видеоклип «Uma2rmaH» «В городе дождь» (муз. и слова Владимира и Сергея Кристовских) - Фотогалерея - Язык: русский Dolby Digital 2.0, хронометраж: 17 минут |

#### Blu-ray
На Blu-ray также было два издания: упрощенное и коллекционное. В упрощённом — один диск в 2D формате. В коллекционном — один диск в 3D формате и две пары стерео очков. Дополнительные материалы те же, что и на DVD.
- Формат: Blu-ray (PAL) (Keep case или картонный бокс + кеер case)
- Региональный код: С
- Звуковая дорожка: русский DTS-HD 5.1
- Формат изображения: 1080p High Definition 16:9[95]